# Sé titular de Cesareia da Capadócia
Arquidiocese de Cesaréia da Capadócia (em latim: Archidioecesis Caesariensis in Cappadocia), ou Metrópole de Cesareia (em grego:  Μητρόπολις Καισαρείας), foi uma circunscrição eclesiástica do Patriarcado de Constantinopla. Antiga sé metropolitana da província romana da Capadócia na diocese civil de Ponto. Existiu de 325 a 1922 com sede em Cesareia (atual Caiseri), Capadócia.
Atualmente é uma sé titular do Patriarcado de Constantinopla e também da Igreja católica.
Sob Constantinopla, seu titular leva o título de Metropolita de Cesareia, Supremo Exarca de Todo o Oriente (em grego: Καισαρείας, υπερτίμων και έξαρχος πάσης Ανατολής), estando vago desde 1934.

## História

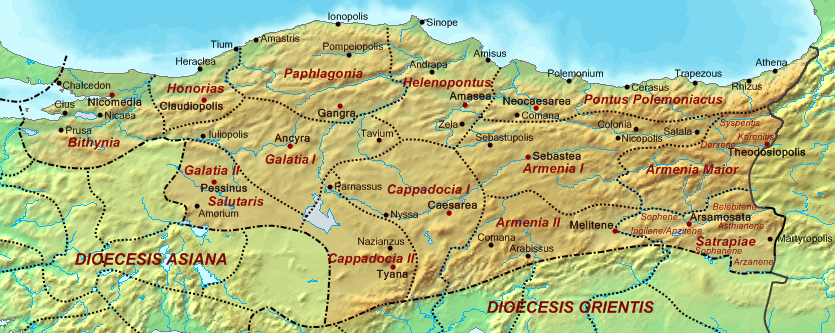
Mapa da Diocese Civil do Ponto (século V)

Cesareia é habitada desde o IV milênio a.C. A cidade foi originalmente chamada Mázaca e depois de 150 a.C., Eusebia. Depois de 17 d.C., quando foi conquistada por Roma, recebeu o nome de Cesareia. 
O Cristianismo provavelmente apareceu no território desde os tempos apostólicos, já que Pedro se dirige aos habitantes da Capadócia que abraçaram a nova fé na primeira carta atribuída a ele. O seu primeiro bispo teria sido Primiano (ou Longino), sucedido por Teócrito I na segunda metade do séc. II.
Tornou-se metrópole em 325, tendo inicialmente superioridade honorária sobre as demais metrópoles do Ponto: Nicomédia, Gangrão, Ancara, Amaseia, Neocesareia e Sevastia. Em 325 o Primeiro Concílio de Niceia aprovou a organização eclesiástica já existente segundo a qual o bispo da capital de uma província romana (bispo metropolitano) tinha certa autoridade sobre os demais bispos da província (sufragâneos), usando pela primeira vez em seus cânones 4 e 6 o nome metropolita. A metrópole de Cesareia foi assim reconhecida na Província Romana da Capadócia. O cânone 6 reconhecia os antigos costumes de jurisdição dos bispos de Alexandria, Roma e Antioquia sobre suas províncias, embora não mencionasse Cesareia, seu metropolita também encabeçava da mesma forma os bispos da província da Capadócia como Exarca do Ponto.
Após o Quarto Concílio Ecumênico de 451, todas as dioceses ficaram sob o Patriarcado de Constantinopla. O cânone 28 do Concílio de Calcedônia em 451 passou ao patriarca de Constantinopla as prerrogativas do Exarca do Ponto, de modo que a metrópole de Cesareia tornou-se parte do patriarcado.
A metrópole tinha 5 dioceses sufragâneas (Termas (hoje Terzili Hamame), Nissa (hoje Nevşehir), Teodosiópolis da Armênia (hoje Erzurum), Camuliana (hoje Quemer) e Ciscisso (hoje Keskin), conforme a Notitia Episcopatuum do pseudo-Epifânio, composta durante o reinado de Heráclio por volta de 640) no século VII, 12 ou 15 no X (Terme, Níssa, Teodosiópolis da Armênia, Camuliana e Ciscisso, Lasmendo, Evaísso, Severíade, Arata, Epólia, Aragene, Sobeso, São Procópio, Zamando e Sírica, conforme a última Notitia) e 8 no XII. Em todas as Notitias, Cesareia recebe o segundo lugar entre as sés metropolitanas do patriarcado de Constantinopla, precedida apenas pela própria Constantinopla, e seus arcebispos receberam o título de protótrono, significando a primeira sé (após a de Constantinopla). Mais de 50 arcebispos da sé do primeiro milênio são conhecidos nominalmente.
Após a conquista da região pelos seljúcidas, seu número diminuiu gradualmente e no século XIV não restava uma única. A metrópole incluía as cidades de Mutalasqui, Neápolis, Procópio, Iosgatos, Mocisso, Circisso, Zila, Evânia, Asclipieu. Após a derrota da Grécia na Guerra Greco-Turca de 1919–1922 e a troca de populações entre a Grécia e a Turquia em 1923, deixou de haver população ortodoxa nos territórios da metrópole.
Cesaréia da Capadócia é Sé arquiepiscopal titular da Igreja Católica; o assento está vago desde 5 de março de 1973. Na segunda metade do século XIX a sede também era conhecida pelo nome de Caesariensis.

## Episcopado

### Arcebispos titulares gregos
- Callinico Delikanis † (26 de julho de 1932 - 11 de janeiro de 1934).

### Arcebispos titulares latinos
Os bispos de Cesaréia da Capadócia aparecem confundidos com os bispos das outras sés de mesmo nome (arquidiocese de Cesaréia da Palestina, diocese de Cesaréia da Bitínia, diocese de Cesaréia da Mauritânia, diocese de Cesaréia de Numídia, diocese de Cesaréia de Tessália, diocese de Cesaréia de Filippo), porque nas fontes citadas as cronotáxis das diferentes localidades não são distintas.
- Guillaume Brillet † (26 de maio de 1447 -?);
- Pietro Palazzini † (28 de agosto de 1962 - 5 de março de 1973).